# Polyrhachis saigonensis
Polyrhachis saigonensis é uma espécie de formiga do gênero Polyrhachis, pertencente à subfamília Formicinae.